# PGC 2660403
LEDA/PGC 2660403 ist eine Radiogalaxie im Sternbild Drache am Nordsternhimmel. Sie ist schätzungsweise 2 Milliarden Lichtjahre von der Milchstraße entfernt und hat einen Durchmesser von etwa 205.000 Lichtjahren.
Im selben Himmelsareal befinden sich die Galaxien NGC 4205, PGC 213955, PGC 2659676, PGC 2663023.